# Acerentomon omissum
Acerentomon omissum är en urinsektsart som beskrevs av Andrzej Szeptycki 1980. Acerentomon omissum ingår i släktet Acerentomon och familjen lönntrevfotingar. Inga underarter finns listade i Catalogue of Life.